# Scathophagidae
Scathophagidae es una pequeña familia de moscas de la superfamilia Muscoidea. Las larvas de la especie más común (Scathophaga stercoraria) se alimentan de estiércol como lo indica su nombre científico que da el nombre a la familia. Hay alrededor de 500 especies en el mundo en alrededor de 66 géneros. 

## Descripción
Las moscas de la familia Scathophagidae son de tamaño muy pequeño a mediano, de 3 a 12 mm. El cuerpo es delgado, especialmente el de los machos, con un abdomen generalmente alargado y cilíndrico. Muchas moscas de esta familia aparecen más robustas debido a su abundante vellosidad. El color del cuerpo va desde amarillo a negro; algunas especies son lustrosas, pero ninguna tiene brillo metálico. Algunas tienen más de un color.
Los ojos están bastante separados en ambos sexos. Las setas de la cabeza, tórax y las patas están bien desarrolladas. El occipucio es generalmente pálido con pelos largos. La arista puede ser glabra o plumosa. Carecen de setas frontales. Las alas son generalmente transparentes, pero en algunas especies se oscurecen hacia el extremo o a lo largo de las venas transversales. La vena anal es larga y generalmente llega hasta el margen del ala. 

## Biología
La biología de las larvas es muy variada. La mayoría viven en estiércol, de allí el nombre de la familia. Algunas se alimentan de plantas (minadores de hojas, perforadores de tallos o comedores de semillas), son depredadores acuáticos y depredadores de otras larvas de insectos en ambientes húmedos, como pilas de verduras en descomposición, algas o estiércol. Los adultos son depredadores de otros insectos. A menudo se los encuentra en flores donde suelen estar acechando presas, no buscando polen o néctar. En efecto, son unos de los depredadores más eficientes de moscas califóridas y por esto son consideradas insectos beneficiosos. Una de las especies mejor conocidas es Scathophaga stercoraria (Linnaeus). Los machos de estas moscas marrón rojizas se suelen agrupar en el estiércol de ganado, donde se los ve con frecuencia en ciertas épocas del año. 

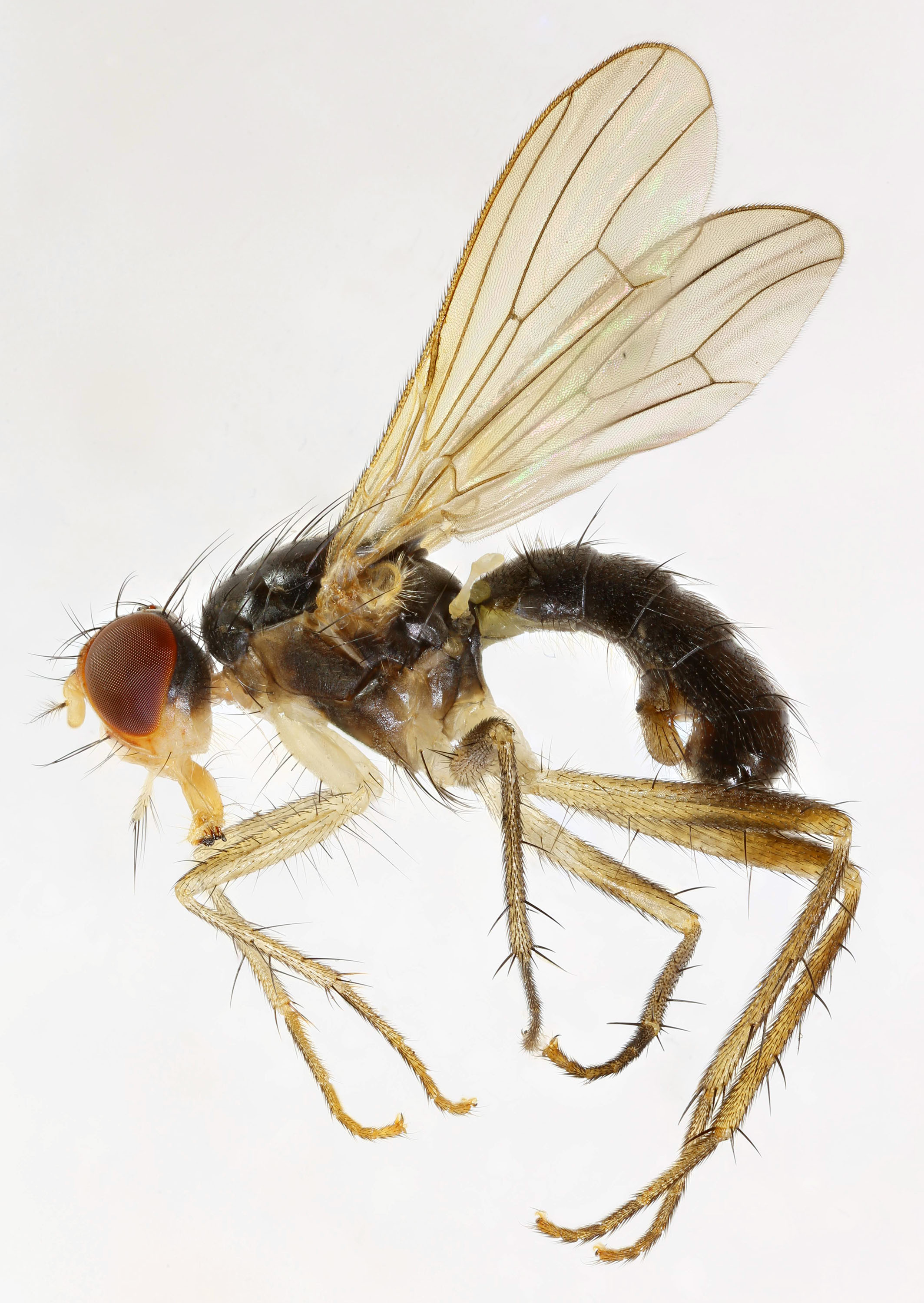
Cordilura albipes

## Distribución geográfica
La mayoría de las especies se encuentran en las regiones paleártica y neártica. La familia está limitada casi enteramente al hemisferio norte, con solo cinco especies en el hemisferio sur. Dos de ellas son especies de Scathophaga que también están presentes en el hemisferio norte; posiblemente han sido introducidas accidentalmente a Brasil y Sudáfrica con rebaños domésticos. La fauna más diversa se encuentra en el extremo oriental de Rusia.

## Géneros
Hay 61 géneros en Scathophagidae:
- Acanthocnema Becker, 1894 i c g b
- Acerocnema Becker, 1894 i c g b
- Allomyella Malloch, 1923 i c g b
- Amaurosoma c g
- Americina Malloch, 1923 i c g b
- Bostrichopyga c g
- Brooksiella Vockeroth, 1987 i g b
- Bucephalina Malloch, 1919 i c g b
- Ceratinostoma Meade, 1885 i c g b
- Chaetosa Coquillett, 1898 i c g b
- Cleigastra c g
- Cochliarium c g
- Conisternum Strobl, 1894 g
- Cordilura Fallen, 1810 i c g b
- Cordylurella Malloch, 1919 i c g b
- Cosmetopus Becker, 1894 i c g b
- Delina Robineau-Desvoidy, 1830 i c g
- Dromogaster Vockeroth, 1995 i g b
- Ernoneura Becker, 1894 i c g b
- Eupteromyia c g
- Gimnomera Rondani, 1866 i c g b
- Gonarcticus Becker, 1894 i c g b
- Gonatherus Rondani, 1856 i c g b
- Gymnomera c g
- Hexamitocera Becker, 1894 i c g b
- Huckettia Vockeroth, 1995 i g b
- Hydromyza Fallen, 1813 i c g b
- Jezekia c g
- Langechristia c g
- Leptopa c g
- Megaphthalma Becker, 1894 i c g b
- Megaphthalmoides Ringdahl, 1936 i c g b
- Microprosopa Becker, 1894 i c g b
- Micropselapha c g
- Miroslava c g
- Mixocordylura c g
- Nanna Becker, 1894 i c g b
- Neochirosia Malloch, 1917 i c g b
- Neorthacheta Vockeroth, 1987 i c g b
- Norellia c g
- Norellisoma Hendel, 1910 i c g b
- Okeniella Hendel, 1907 i c g b
- Opsiomyia Coquillett, 1898 g
- Orchidophaga c g
- Orthacheta Becker, 1894 i c g b
- Paracosmetopus c g
- Parallelomma Becker, 1894 i c g b
- Peratomyia Vockeroth, 1987 i g b
- Phrosia c g
- Plethochaeta i c g b
- Pleurochaetella Vockeroth, 1965 i c g b
- Pogonota Zetterstedt, 1860 i c g b
- Sargella c g
- Scathophaga Meigen, 1803 i c g b
- Scatogera c g
- Spathephilus c g
- Spaziphora Rondani, 1856 i c g b
- Staegeria Rondani, 1856 i c g b
- Suwaia c g
- Synchysa Vockeroth, 1987 i g b
- Trichopalpus Rondani, 1856 i c g

Fuentes: i = ITIS, c = Catalogue of Life, g = GBIF, b = Bugguide.net